# Институт ботаники Академии наук Республики Узбекистан
Институт ботаники Академии наук Республики Узбекистан (узб. O’zbekiston Respublikasi Fanlar akademiyasi Botanika instituti) — ботанический научно-исследовательский институт Академии наук Республики Узбекистан, ведущее учреждение в Узбекистане в области изучения и разработки научных основ сохранения растительного разнообразия, в том числе флористики, систематики растений, геоботаники и экологии, морфологии и анатомии растений, микологии, альгологии, ботанического ресурсоведения, мониторинга и кадастра редких и исчезающих видов растений.

## История
Уникальный растительный мир Средней Азии и в частности Узбекистана издавна привлекал многих крупнейших учёных-ботаников. История ботанических исследований современной территории Республики Узбекистан насчитывает почти 200 лет. Первые научные данные о растительном разнообразии Узбекистана были получены в результате экспедиций Э. Эверсмана, Е. Мейендорфа и Х. Пандера (1820—1821), Ф. Берга и Э. Эверсмана (1825—1826), А. Лемана (1841), Н. А. Северцова и И. Г. Борщова (1857—1858), А. П. и О. А. Федченко (1868—1871), П. Капю и Г. Бонвало (1881), А. Регеля (1876—1885), В. И. Липского (1887—1897), В. Л. Комарова (18921893), С. И. Коржинского (1896), О. А. и Б. А. Федченко (1897—1915) и других. Этот начальный, рекогносцировочный период ботанических исследований был детально описан В. И. Липским в монографии «Флора Средней Азии, то есть Русского Туркестана, ханств Бухары и Хивы». Гербарные коллекции, собранные пионерами изучения среднеазиатской флоры в XIX веке, заложили основу наших современных знаний о растительном мире этого уникального региона. В настоящее время их основная часть хранится в фондах Гербария высших растений Ботанического института им В. Л. Комарова РАН в г. Санкт-Петербурге (LE), Национальном гербарии Института ботаники Академии наук Республики Узбекистан (TASH), многие типовые образцы находятся в других крупнейших и старейших мировых гербариях, таких как B, K, GOET, JE, H, MW, NY, P, W, PE, KUN и других.
Период системного изучения флоры и растительности региона начинается с комплексных почвенно-геоботанических экспедиций 1908—1916 гг., организованных Переселенческим управлением Министерства земледелия Российской империи и сыгравших огромную роль в формировании и развитии среднеазиатских научных школ в биогеографии, почвоведении, флористике и геоботанике. Экспедиции в бассейнах Амударьи и Сырдарьи возглавлял почвовед Н. А. Димо, а общим руководителем ботанических исследований был Б. А. Федченко. Почвенно-геоботанические экспедиции сыграли огромную роль в разработке многих теоретических и методических вопросов и в описании растительного покрова, и в выявлении видового состава флоры обширнейшей и до того времени остававшейся мало изученной территории Средней Азии. Результаты исследований этого периода были опубликованы в виде серии отчетов, монографий и карт, а в 1909 г. при Бюро почвенно-ботанических исследований в Ташкенте был создан гербарий, материалы которого в настоящее время хранятся в Национальном гербарии Узбекистана (TASH). Значительная часть сборов почвенно-геоботанических экспедиций начала XX в. находится в LE. Данные экспедиции сыграли важнейшую роль в биографии и формировании научных взглядов многих выдающихся ботаников XX в., в частности Е. П. Коровина, М. Г. Попова и М. В. Культиасова, которые, ещё будучи студентами, приняли участие в этих исследованиях в 1913—1916 гг.
В 1918 г. в Ташкенте был организован Туркестанский народный университет (с 1920 г. — Туркестанский государственный университет, с 1924 г. — Среднеазиатский государственный университет (САГУ), с 1960 г. — Ташкентский государственный университет (ТашГУ), а в настоящее время — Национальный университет Узбекистана (НУУз)), в котором с 1920 г. начали работать многие ведущие ботаники того времени, в том числе Р. И. Аболин, А. А. Баранов, А. В. Благовещенский, А. И. Введенский, В. П. Дробов, М. Г. Попов, Е. П. Коровин, М. В. Культиасов, Н. Д. Леонов, И. А. Райкова, М. М. Советкина и др. Официальное торжественное открытие университета состоялось 21 апреля 1918 г.
В 1919 г. при университете был основан Ботанический сад (в 1943 г. передан в систему Академии наук Узбекистана), а в 1920 г. на базе коллекции Бюро почвенно-ботанических исследований был создан гербарий (первоначальное название — Herbarium Horti Botanici Universitatis Asiae Mediae, впоследствии — Herbarium Universitatis Taschkenticae, акроним TAK), который возглавил А. И. Введенский. В 1923—1934 гг. были изданы 23 выпуска «Shedae ad Herbarium Florae Asiae Mediae».

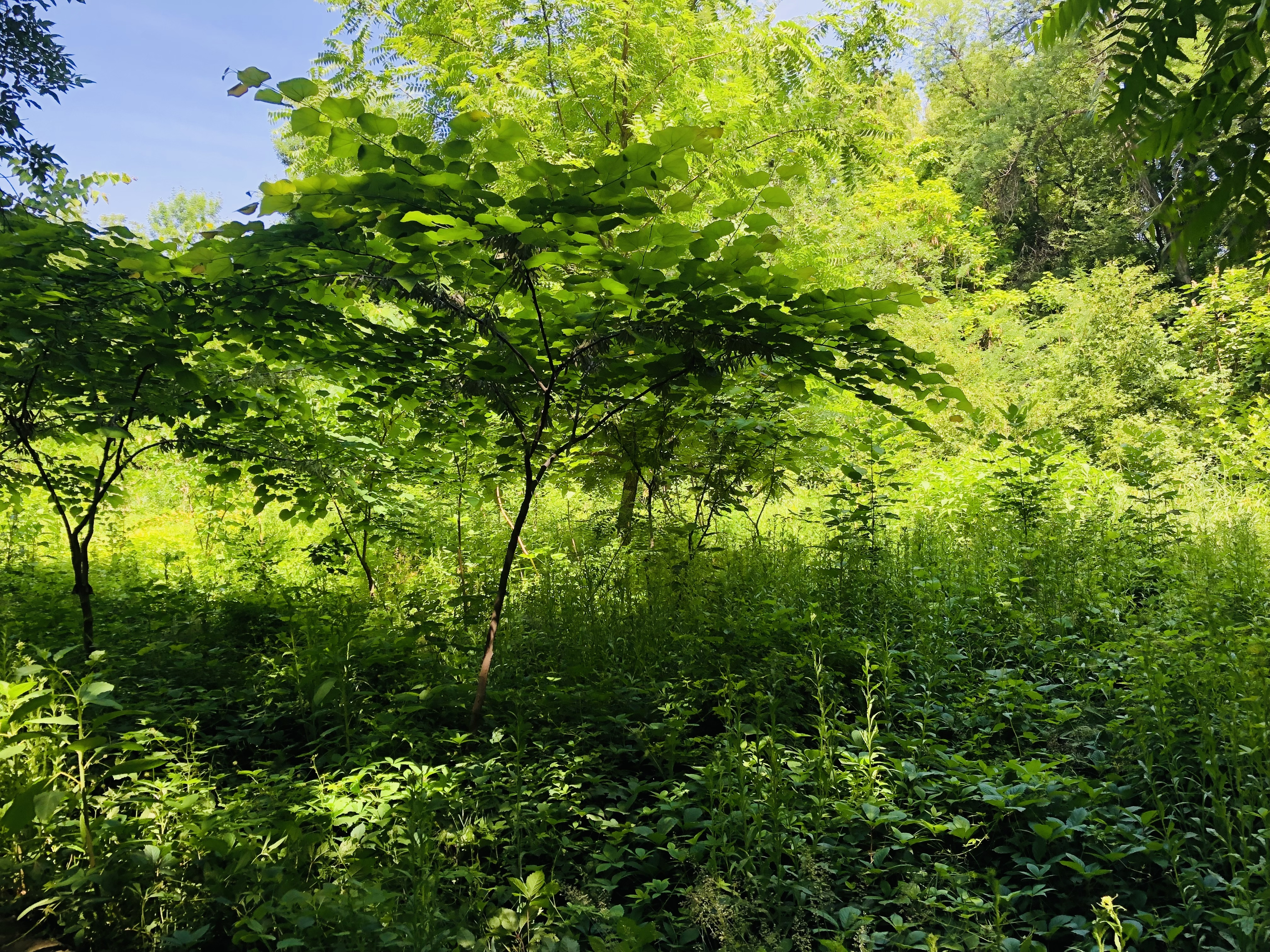
Дальневосточная экспозиция

В 1922 г. при университете был создан Институт почвоведения и геоботаники, который возглавил Н. А. Димо, отделением геоботаники заведовал Р. И. Аболин. Также был учрежден Ботанический институт, которым руководил сначала А. В. Благовещенский, а затем П. А. Баранов. В 1923 г. при Ботаническом институте САГУ была организована Чимганская горная ботаническая станция. Помимо исследований, сотрудники институтов вели обширную преподавательскую и научно-просветительскую деятельность. Е. П. Коровин, М. Г. Попов, М. В. Культиасов и некоторые другие специалисты работали одновременно в обоих институтах (в связи с острой нехваткой научно-педагогических кадров в тот период). В 1925 г. на базе Института почвоведения и геоботаники в университете была создана кафедра географии и систематики растений, которую первые три года возглавлял М. Г. Попов, а последующие 30 лет — Е. П. Коровин. На базе Ботанического института, в свою очередь, была организована кафедра морфологии и анатомии растений, из которой в 1938 г. выделилась кафедра низших растений. Многие выпускники этих кафедр стали видными учеными. В 1932 г. Институт почвоведения и геоботаники был преобразован в Среднеазиатский институт удобрений и агропочвоведения, а при САГУ был организован Биологический научно-исследовательский институт, которым руководил Е. П. Коровин. Комплексными экспедициями Института почвоведения и геоботаники, Ботанического и Биологического институтов, Ботанического сада САГУ была обследована практически вся территория Средней Азии и собран богатейший материал.
Научно-исследовательская деятельность САГУ в период с 1920 по 1945 гг. детально описана Р. У. Рахимбековым в книге «Из истории изучения природы Средней Азии». Исследования этого периода были посвящены комплексному изучению пустынь и высокогорий, выявлению растительных ресурсов, получению необходимых данных для землеустройства и развития сельского хозяйства. С 1926 г. под руководством С. Н. Кудряшева и В. С. Титова начато изучение эфиромасличных и дубильных растений. Большое внимание уделялось флористическим исследованиям, разрабатывались фундаментальные теоретические проблемы, такие как история формирования, развития флоры и растительности Средней Азии, закономерности сложения растительного покрова и классификация растительности, ботанико-географическое районирование. В эти годы Е. П. Коровиным, М. Г. Поповым, А. И. Введенским, С. Н. Кудряшевым, В. П. Дробовым, М. В. Культиасовым и другими ботаниками были найдены и описаны десятки новых видов и родов.
История и деятельность САГУ и Института ботаники Академии наук Узбекистана неразрывно связаны, поскольку у истоков их создания стояла одна и та же группа талантливых ученых, которых по праву можно назвать корифеями ботанической науки в Средней Азии и которые стали основоположниками крупных научных школ в области флористики и систематики высших растений, флорогенетики и ботанической географии, геоботаники, экологии, анатомии, морфологии, физиологии и биохимии растений, ботанического ресурсоведения, альгологии, палеоботаники.
Изучение растительного мира Узбекистана в XX в. и история Института ботаники неразрывно связаны с именем акад. Е. П. Коровина, 130-летие которого исполнилось 25 февраля 2021 г. Будучи студентом Московского университета, Е. П. Коровин впервые приехал в Среднюю Азию в 1913 г., где принимал участие в почвенно-геоботанических экспедициях в бассейнах Амударьи и Сырдарьи. В 1917 г. он окончил университет и с 1920 г. работал в Ташкенте, где участвовал в создании Туркестанского университета, в котором с 1932 г. заведовал кафедрой географии и систематики высших растений, занимался исследованиями в области экологии растений, флористики, систематики (в особенности по семействам Apiaceae, Chenopodiaceae, Euphorbiaceae, Polygonaceae, Rutaceae), изучением природных пастбищ и сенокосов, палеоботаническими исследованиями, вопросами генезиса растительности Средней Азии, ботанико-географического районирования и геоботанического картографирования, описал более 100 новых для науки видов и 9 родов, был одним из создателей учения об экологических типах пустынь Средней Азии и разрабатывал вопросы их хозяйственного освоения, совершил множество экспедиций, долгие годы преподавал в Ташкентском государственном университете, в 1943—1948 и 1950—1952 гг. возглавлял Институт ботаники, а в 1947 г. был избран академиком АН УзССР. Список публикаций ученого включает более 200 работ, не считая многочисленных заметок в «Shedae ad Herbarium Florae Asiae Mediae» и «Shedae Herbarium Florae URSS». Важнейшими трудами Е. П. Коровина, удостоенными премии имени В. Л. Комарова, являются монография «Растительность Средней Азии и Южного Казахстана», в которой подробно анализируется история растительного покрова и основные типы растительности этого обширного региона, и её второе, значительно дополненное, двухтомное издание, в котором приводится предложенная автором схема деления данного региона на 7 ботанико-географиче-ских провинций, а также «Иллюстрированная монография рода Ferula». Е. П. Коровин является автором таксономической обработки семейства зонтичных для «Флор» Казахстана, Таджикистана, Туркменистана и Узбекистана и одним из основателей научной школы, занимавшейся фундаментальными эколого-биологическими исследованиями в аридной зоне Средней Азии.
4 октября 1932 г. был учрежден Комитет наук Совнаркома Узбекской ССР, главной задачей которого была определена подготовка научной и материальной базы для создания Академии наук Узбекистана, а в 1934 г. при Комитете был образован сектор растительных ресурсов, который продолжил планомерные ботанические исследования в республике. В 1937 г. по инициативе С. Н. Кудряшева и В. С. Титова при секторе растительных ресурсов Комитета наук был создан гербарий, который в дальнейшем стал основой гербария TASH. 9 января 1940 г. Комитет наук был реорганизован в Узбекский филиал Академии наук СССР (Уз-Фан), на базе которого 27 сентября 1943 г. была создана Академия наук УзССР (торжественная церемония открытия Академии наук состоялась 4 ноября 1943 г.). В состав Академии на тот момент вошло 10 научно-исследовательских институтов, в том числе Институт ботаники, созданный в январе 1940 г. на базе сектора растительных ресурсов, с этого же года началось издание «Ботанических материалов гербария», в которых публиковались описания новых таксонов и критические заметки. Всего за период с 1940 по 1982 гг. были изданы 20 выпусков «Ботанических материалов гербария Института ботаники АН УзССР», в которых описано 14 новых для науки родов и 427 видов высших растений.
В течение последующих десятилетий структура Института неоднократно менялась.
В 1941 г. Институт ботаники был объединен с сектором почвоведения и переименован в Институт ботаники и почвоведения Уз «ФАН», в 1943 г. он был преобразован в Институт ботаники и зоологии АН УзССР и организован самостоятельный Институт почвоведения. В 1950 г. Институт ботаники и зоологии был разделен на Институт ботаники и Институт зоологии. В этот период Институт ботаники объединял специалистов не только в области изучения дикорастущих растений, но и исследователей, специализировавшихся в смежных областях науки, в частности хлопководства и микробиологии. В дальнейшем для разработки данных проблем были созданы самостоятельные научные учреждения: в 1948 г. — Институт сельского хозяйства, реорганизованный затем в Институт экспериментальной биологии растений (с 1997 г. — Институт генетики и экспериментальной биологии растений АН РУз) и в 1965 г. — Отдел микробиологии АН УзССР, на правах института (с 1977 г. — Институт микробиологии АН РУз). В 1971 г. альголо-гические и микологические лаборатории Института ботаники были переданы в состав Отдела микробиологии. В 1973 г. на массиве Академгородок в Ташкенте было построено здание института, один из двух корпусов которого Институт ботаники занимает и в настоящее время.
В 1950—1980-х гг. Институт ботаники АН УзССР стал крупнейшим в Средней Азии научным учреждением, осуществляющим комплексное изучение дикорастущей флоры, естественного растительного покрова и растительных ресурсов региона. В этот период в его состав входили следующие подразделения:
- лаборатория Систематики высших растений с гербарием (организована в 1950 г., первым заведующим был к. б. н. А. И. Введенский);
- лаборатория Геоботаники с Бостанлыкским горным стационаром (организована в 1950 г., первым её руководителем был проф. В. П. Дро-бов);
- лаборатория Физиологии и биохимии растений (организована в 1950 г., первым заведующим был к. б. н. И. Л. Захарьянц);
- лаборатория Экологии растений (организована в 1953 г. по инициативе акад. Е. П. Коровина на базе отдела экспериментальной ботаники, первым заведующим лаборатории был проф. В. А. Бурыгин); в 1986 г. лаборатории Экологии растений и геоботаники были объединены в лабораторию Фитомелиорации природных пастбищ, которую до 1993 гг. возглавлял д. б. н. О. Х. Хасанов, а в 1994—2012 гг. — проф. Т. Т. Рахимова, в 2000 г. лаборатория была переименована в лабораторию Геоботаники и экологии растений;
- Кызылкумская пустынная станция (создана в 1959 г., первым заведующим был д. б. н., проф. И. Ф. Момотов);
- Нуратинская полупустынная станция с Келесским опорным пунктом (организована в 1960 г., первый заведующий — к. с/х н. С. Г. Го-ловченко, в 1974—1986 гг. данный стационар возглавлял к. б. н. Н. Т. Темирбаев);
- лаборатория Морфологии, анатомии и цито-эмбриологии (организована в 1962 г., первым заведующим лаборатории был акад. Д. К. Саидов);
- лаборатория Палеоботаники (организована в 1965 г., возглавлял лабораторию д. б. н. Р. Х. Худайбердиев);
- лаборатория Эфиромасличных и красильных растений (организована в 1966 г., первым заведующим был д. б. н. К. Х. Ходжиматов);
- лаборатория Изыскания сырьевых растений (организована в 1969 г., первым заведующим был д. б. н. П. К. Закиров);
- лаборатория Сапониноносных растений (организована в 1969 г., заведующим был акад. К. З. Закиров);
- лаборатория Глицирризиносодержащих растений с Сырдарьинским опорным пунктом (организована в 1969 г., первым заведующим был к. с/х н. Л. Е. Паузнер);
- лаборатория Дубильных растений с Совета-бадским опорным пунктом (организована в 1969 г., заведующим был д. б. н., проф. С. Х. Чевре-ниди).

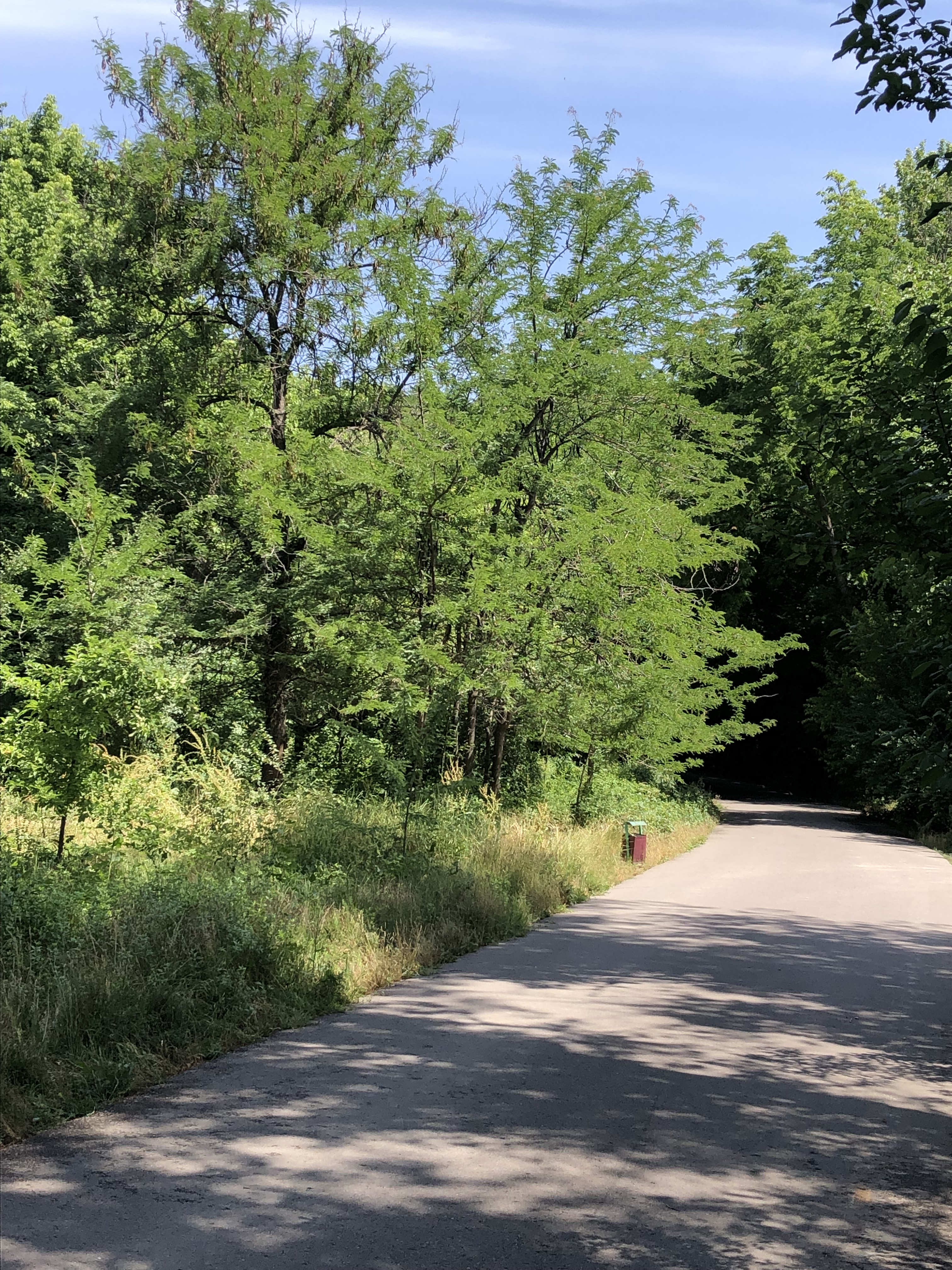
Институт ботаники Академии наук Республики Узбекистан

В эти годы в Институте работало 238 человек, из них 113 — научные сотрудники, в том числе 3 академика АН УзССР (К. З. Закиров, Д. К. Са-идов, А. М. Музафаров), 7 докторов наук и 62 кандидата наук. Исследования охватывали весьма широкий круг направлений ботанической науки, приоритетными из них были изучение флоры, растительного покрова и растительных ресурсов Узбекистана, палеоботаника, изучение биоэкологических, физиолого-биохимических, анатомо-морфоло-гических и цитоэмбриологических особенностей кормовых и сырьевых растений, разработка научных основ фитомелиорации пастбищ, введение в культуру перспективных дикорастущих сырьевых растений.
В 1987 г. на основе объединения коллекций Института ботаники (TASH), Ташкентского государственного университета (TAK), Института химии природных соединений и Республиканского музея природы (RNMUT) в составе Института ботаники был создан Центральный гербарий Узбекистана (TASH), в настоящее время — Национальный гербарий Узбекистана, который имеет официальный статус уникального научного объекта в составе Академии наук Республики Узбекистан и получает целевое государственное финансирование. Коллекция TASH входит в число 100 крупнейших гербариев мира и является национальным достоянием Узбекистана. Здесь хранится около 1,5 млн гербарных образцов, старейшие из которых датируются 1831—1834 гг. (сборы Г. С. Карелина), типовой материал выделен и хранится отдельно от основной коллекции, которая, в свою очередь, делится на среднеазиатский и сравнительно небольшой зарубежный разделы. В настоящее время объём ежегодных поступлений нового материала составляет в среднем около 3000 гербарных листов (Ы й а1., 2020).
Оцифровка и создание базы данных гербария TASH была начата в 2012 г., к настоящему времени отсканирована и снабжена штрих-кодами вся типовая коллекция (3 684 образца), отсканировано также более 50 тыс. гербарных листов из основной коллекции среднеазиатских образцов. В базу данных внесена информация этикеток более 300 тыс. гербарных образцов, относящихся к более чем 4 630 видам 675 родов и 97 семейств. Геопривязка выполнена более чем для 25 тыс. образцов. Информация сейчас находится на локальных носителях, ведется подготовка онлайн-версии виртуального гербария TASH. Эта работа послужила основой для подготовки нового издания «Флоры Узбекистана» и целого ряда других публикаций.
В постсоветский период Институт ботаники вновь претерпел ряд реорганизаций: в 1998 г. он был объединен с Ботаническим садом Академии наук, в 2001 г. преобразован в Научно-производственный центр «Ботаника», который в 2012 г. был объединен с Институтом зоологии в Институт генофонда растительного и животного мира АН РУз (ИГРиЖМ). 4 сентября 2017 г. ИГРиЖМ был вновь разделен на Институт ботаники и Институт зоологии, Ташкентский ботанический сад им. акад. Ф. Н. Русанова также вновь стал самостоятельным юридическим лицом. В 2008—2018 гг. большинство лабораторий Института, за исключением гербария, размещались на территории Ташкентского ботанического сада, но в 2018 г. после капитального ремонта Институт вернулся в свое прежнее здание по адресу: ул. Дурмон йули (быв. Файзуллы Ходжаева), д. 32.
В настоящее время (2021 год) Институт ботаники Академии наук Республики Узбекистан состоит из следующих подразделений: уникальный научный объект Национальный Гербарий Узбекистана, лаборатории Флоры Узбекистана, Геоботаники, Популяционной биологии и экологии растений, Кадастра и мониторинга редких видов растений, Микологии и альгологии, Молекулярной филогении и биогеографии, Кызылкумская пустынная станция и ООО «Salvare». В штате Института 101 сотрудник, в том числе 56 научных сотрудников, из них 1 академик, 8 докторов наук и 22 кандидата. При Институте функционируют докторантура, а также научный совет по присуждению ученых степеней по специальности «ботаника».

### Директоры
Директорами Института ботаники были (в хронологическом порядке):
- член-корреспондент АН СССР П. А. Баранов (1940—1941),
- профессор С. Н. Кудряшев (1942—1943),
- академик АН УзССР Е. П. Коровин (1943—1948 и 1950—1952),
- академик АН УзССР Т. З. Захидов (1948—1950),
- академик АН УзССР К. З. Закиров (1952—1955),
- академик АН УзССР А. М. Музаффаров (1955—1959),
- профессор С. А. Аскарова (1960—1963),
- академик АН УзССР Д. К. Саидов (1964—1985),
- профессор У. П. Пратов (1985—1993),
- профессор О. А. Ашурметов (1993—2008),
- доктор биологических наук Б. Е. Тухтаев (2008—2014),
- академик АН РУз К. Ш. Тожибаев (2014—2021),
- кандидат биологических наук Д. Б. Дехконов (2021—настоящее время).

## Направления деятельности и важнейшие публикации
Важнейшим направлением исследований Института ботаники с момента его организации и до наших дней является систематика растений и изучение флоры Узбекистана и Средней Азии. В 1936 г. сектор растительных ресурсов Комитета наук начал работу по инвентаризации флоры Узбекистана, которая была продолжена Институтом ботаники совместно с ведущими флористами и систематиками Среднеазиатского государственного университета, Самаркандского государственного университета и Ботанического института им. В. Л. Комарова АН СССР. Важнейшим итогом этой работы стала шеститомная «Флора Узбекистана», в которой приведены 4148 видов высших растений, зарегистрированных на тот момент на территории республики (из них 3663 аборигенные, 485 — заносные, интроду-цированные и культурные). Во «Флоре» приводились ключи для определения и описания не только дикорастущих видов, но и многих сортов сельскохозяйственных культур, возделываемых в Узбекистане. Первый том этой фундаментальной сводки вышел в 1941 г. под редакцией С. Н. Кудряшева, главным редактором был акад. Р. Р. Шредер. Остальные 5 томов после длительного перерыва, обусловленного войной и трудным периодом послевоенного восстановления, были опубликованы под редакцией выдающегося флориста и систематика А. И. Введенского, главным редактором был акад. Е. П. Коровин (1953—1962).
За прошедшие десятилетия национальный флористический список был существенно дополнен, были описаны десятки новых для науки видов, систематика сосудистых растений претерпела значительные изменения, у многих таксонов изменилась номенклатура, переиздание «Флоры Узбекистана» стало весьма актуальным, и этот крупномасштабный проект был начат Институтом ботаники в 2016 г.. На текущий момент (2021 год) неопубликованный современный конспект флоры Узбекистана включает более 4385 видов дикорастущих растений (с натурализовавшимися заносными), из печати вышли первые три тома нового издания национальной «Флоры», в них представлена обработка 15 семейств, 58 родов и 376 видов и подвидов. Одним из главных отличий от первого издания является детальная информация о географическом распространении видов, цитирование гербарных образцов и карты распространения каждого вида, созданные в среде ГИС на основе геопривязки гербарных сборов. Работа над новым изданием «Флоры Узбекистана» ведется в сотрудничестве с большой командой ведущих зарубежных специалистов-систематиков из разных стран, преимущественно с российскими ботаниками.
В 1963 г. Институтом ботаники был начат крупномасштабный проект по созданию «Определителя растений Средней Азии», в котором приняли участие все ведущие специалисты того периода по флоре Средней Азии, включая чл.-корр. РАН, д. б. н., проф. Р. В. Камелина, который был в составе редколлегии нескольких томов. Главным редактором этой фундаментальной многотомной сводки был А. И. Введенский, а после его смерти — Р. В. Камелин. Публикацией десятого тома «Определителя» в 1993 г. была завершена критическая обработка всех семейств флоры этого обширного региона. Последний, одиннадцатый том «Определителя» вышел в 2015 г. под редакцией проф. Ф. О. Хасанова. В нём, помимо сквозного указателя таксонов, приводятся данные о новых видах, описанных после публикации соответствующих томов. Согласно данному изданию, флора Средней Азии насчитывает не менее 9341 вида сосудистых растений, из них 8095 видов приведены в I—X томах «Определителя», описания 1246 видов были опубликованы после 1993 г. (1963—2015). Этот критический конспект охватывает, главным образом, аборигенную флору Средней Азии, очень многие заносные виды в него не были включены.
Среди наиболее значимых работ Института, посвященных изучению флоры Узбекистана и Средней Азии в целом, были издания «Флора и растительность бассейна реки Зеравшан», «Определитель высших растений Каракалпакии», «Маревые (Chenopodiaceae) Ферганской долины», «Ботаническая география низкогорий Кызылкума и хребта Нуратау», «Шалфеи Средней Азии и Казахстана», «Род Climacoptera Botsch.», современные публикации «Тюльпаны Узбекистана», «Флора Юго-Западного Тянь-Шаня», «Botanical geography of Uzbekistan», «The flora of Tien Shan mountains: endemic species», «Flora of the Dzhizak Province, Uzbekistan», книги из серии «Кадастр флоры Узбекистана», посвященные растительному миру Самаркандской, Кашкадарьинской, Навоийской и Бухарской областей.
Геоботанические исследования, проводившиеся Институтом ботаники с момента его организации, имели четко выраженный прикладной характер и были направлены на выяснение закономерностей распределения растительности, изучение и картирование лесов, а также природных пастбищ и сенокосов, разработку схемы классификации растительности и геоботанического районирования территории, разработку методов фитомелиорации деградированных пастбищ аридной зоны.
По итогам многолетних геоботанических исследований была издана 4-томная коллективная монография «Растительный покров Узбекистана и пути его рационального использования» (1971—1984). В первом томе приводится описание физико-географических условий Узбекистана и истории геоботанических исследований, изложен очерк истории формирования растительного покрова республики, охарактеризованы закономерности высотного распределения растительных сообществ, дается краткий анализ флоры и схема классификации растительности. В остальных томах приводится подробная характеристика основных типов растительности, формаций и ассоциаций, включая данные о видовом составе и продуктивности сообществ, их хозяйственном значении и путях рационального использования; второй том посвящен растительному покрову пустынь и речных долин; третий — растительности подгорных равнин и предгорий, а в четвёртом томе описывается растительность гор. Соавторами этой фундаментальной работы были К. З. Закиров, И. И. Гранитов, П. К. Закиров, И. Ф. Момотов, Р. С. Верник, Е. М. Демурина, Л. Н. Бабушкин, Н. А. Когай, А. Я. Бутков, Р. Д. Мельникова, М. М. Набиев, З. А. Майлун, Н. И. Акжигитова, Г. Х. Хамидов, У. Алланазарова, Ш. К. Камалов и другие. Главным редактором данного издания был акад. К. З. Закиров.
В числе важнейших публикаций Института ботаники, посвященных растительному покрову Узбекистана, должны быть названы монографии «Растительность Гузара», «Растительные комплексы Усть-Урта», «Леса Узбекистана», «Растительность песчаных пустынь Узбекистана», «Растительный покров Юго-Западных Кызылкумов», «Растительность Ферганской долины», «Растительный покров Нуратинских гор», «Ореховые леса Узбекистана», коллективная монография «Растительность низовьев Аму-Дарьи и пути её рационального использования».
Большую роль в геоботанических исследованиях сыграли региональные стационары Института ботаники: Кызылкумская пустынная станция в Бухарской области, Нуратинская полупустынная станция в Самаркандской области, Бостанлыкский горно-геоботанический стационар в Ташкентской области и Ханабадский опорный пункт в Андижанской области. Они служили базой для экспедиций и полигоном для экспериментов.
Одним из ключевых направлений исследований Института ботаники в XX в. было изучение природных пастбищ Узбекистана, в особенности, разработка методов их восстановления, повышения продуктивности и рационального использования. По данной проблеме было опубликовано большое количество работ, таких как «Введение в изучение пастбищ и сенокосов Узбекистана», «Ботанические основы реконструкции пастбищ Южного Кызылкума», «Пастбища Узбекистана», «Теоретические основы и методы фитомелиорации пастбищ Юго-Западного Кызылкума», «Эколого-биологические основы создания искусственных пастбищ и сенокосов на адырах Ферганской долины», «Искусственные экосистемы пастбищного назначения в Юго-Западном Кызылкуме» и другие.
Изучение и картирование растительности природных пастбищ аридной зоны продолжает оставаться одним из приоритетов деятельности Института в современный период. В связи с катастрофическим процессом усыхания Аральского моря и усилением опустынивания в Приаралье важнейшим направлением работы специалистов-геоботаников Института стало изучение современного состояния растительного покрова Приаралья и Устюрта, установление закономерностей сукцессионных процессов, оценка влияния климатических изменений на растительность, отбор наиболее перспективных засухо- и солеустойчивых видов растений для фитомелио-рации осушенного дна Арала.
Учитывая острую актуальность экологических проблем, ещё одним ключевым направлением деятельности Института ботаники является ведение Красной книги Узбекистана и изучение ценотических популяций эндемичных и редких видов флоры. В 1984 г. вышло из печати первое издание Красной книги Узбекистана, включающее 163 редких и исчезающих вида высших растений. Второе издание было опубликовано в 1998 г., оно включало 301 вид, в третье издание вошло 302 редких вида, в четвёртое издание — 321 вид. В 2019 г. вышло в свет новое, пятое издание национальной Красной книги, в которое внесены 314 редких и исчезающих видов флоры Узбекистана. Данные о современном состоянии популяций редких видов Кызылкума были опубликованы в коллективной монографии «Ценопопуляции редких и исчезающих видов растений останцовых низкогорий Кызылкума».
С момента создания Института ботаники одной из первостепенных его задач стало выявление и изучение сырьевых растений, необходимых для отраслей экономики. Ботаническое ресурсоведение заняло ведущее положение в исследованиях второй половины XX в. Изучались области распространения, биологические и эксплуатационные запасы наиболее ценных дикорастущих сырьевых растений, возможности их введения в культуру и другие вопросы. Эта тематика сохраняет свою актуальность и на современном этапе. Было опубликовано большое количество работ, посвященных растительным ресурсам Узбекистана и Средней Азии, в частности, «Миндали Узбекистана», «Новые технические культуры Узбекистана», «Дубильные растения Средней Азии», «Полезные дикорастущие растения Узбекистана и их использование», «Дикорастущие люцерны Средней Азии», «Перспективные сырьевые растения Узбекистана и их культура» и многие другие.
Начиная с 1945—1950 гг., в Институте ботаники активно ведется изучение феноменов ксерофильности и галофильности, а также механизмов и основных закономерностей адаптации различных жизненных форм растений к условиям аридной зоны. Результаты исследований обобщены в коллективных монографиях «Физиология семян дикорастущих пустынных растений», «Газообмен и обмен веществ пустынных растений Кызылкума», «Биоэкологические особенности доминирующих растений Каракалпакского Устюрта», «Адаптация кормовых растений к условиям аридной зоны Узбекистана», «Экологическая анатомия пустынных растений Средней Азии», «Справочник по морфологии плодов и биологии прорастания семян пустынных растений» и другие.
Сотрудники лаборатории палеоботаники под руководством д. б. н. Р. Х. Худайбердиева занимались комплексным изучением ископаемых растений из континентальных отложений Средней Азии, определением возраста отложений (стратиграфией), фундаментальными вопросами истории развития ландшафтов, флоры и растительности, реконструкцией физико-географической обстановки прошлых геологических эпох. Результаты исследований лаборатории опубликованы в трехтомной коллективной монографии «Палеоботаника Узбекистана» (1968—1981). Ценнейшим результатом многолетних экспедиционных исследований лаборатории является уникальная палеоботаническая коллекция, которая включает 6450 образцов — отпечатков и фитолейм юрского и мелового периодов.
Основателем узбекистанской альгологической школы является академик АН РУз А. М. Музафаров, который с 1945 г. работал в Институте ботаники, а в 1970—1987 гг. возглавлял Институт микробиологии. А. М. Музафаров изучал проблемы формирования альгофлоры Средней Азии, закономерности развития и пространственного распространения водорослей. Специалистами-альгологами изучался видовой состав, экология и физиолого-биохимические особенности водорослей различных водоемов Узбекистана и Средней Азии, разрабатывались методы их массового культивирования и использования в отраслях экономики, в том числе, для оценки качества воды и биологической очистки сточных вод. Была создана альгологическая коллекция, которая в настоящее время включает более 3000 проб, коллекцию чистых культур 15 видов водорослей и образцы высших водных растений (макрофитов). Важнейшими из работ в области альгологии, изданными Институтом ботаники, являются монографии «Флора водорослей горных водоемов Средней Азии», «Флора водорослей стока Амударьи», «Флора водорослей водоемов Средней Азии», «Флора водорослей коллекторно-дренажной сети Голодной степи и её значение», трехтомный «Определитель синезеленых водорослей Средней Азии», «Закономерности распределения водорослей бассейна реки Чирчик и их значение в определении эколого-санитарного состояния водоемов».
Микологами Института изучался состав микобиоты Узбекистана, в особенности микромицеты-паразиты высших растений, разрабатывались рекомендации для сельского и лесного хозяйства по профилактике и мерам борьбы с патогенными грибами. Были опубликованы монографии «Микофлора Средней Азии», «Микофлора бассейна реки Ангрен», «Обзор грибов Бухарской области», в соавторстве со специалистами Института микробиологии была издана восьмитомная «Флора грибов Узбекистана» (1983—1997), которая содержит данные о 1754 видах и 334 формах грибов. При Институте ботаники создана микологическая коллекция, которая содержит образцы около 2000 видов грибов, в том числе более 1700 микромицетов, около 300 видов макромицетов, а также около 9000 листов гербария микобиоты Узбекистана (TASM). На современном этапе приоритетными направлениями микологических исследований Института является изучение и выявление таксономического состава микобиоты Узбекистана, составление определителей по отдельным группам, изучение биологии, экологии, географии макро- и микро-мицетов, изучение наиболее вредоносных фито-патогенных грибов-возбудителей заболеваний культурных и дикорастущих сырьевых растений и разработка мер борьбы с ними, изыскание, выделение и разработка методов культивирования перспективных видов и штаммов грибов-продуцентов биологически активных веществ.
Основными направлениями деятельности Института ботаники на современном этапе (2021 год) являются:
- комплексное изучение флоры и растительности Узбекистана, идентификация ключевых ботанических территорий, формирование национальной базы данных флоры Узбекистана, ведение национальной Красной книги и государственного кадастра флоры Узбекистана, инвентаризация и мониторинг растительных ресурсов;
- развитие молекулярной филогении и систематики, электронное баркодирование и паспортизация редких и исчезающих видов флоры Узбекистана;
- разработка теоретических основ интродукции и акклиматизации перспективных экономически ценных видов растений, создание генетического банка редких и эндемичных видов флоры Узбекистана;
- оценка современного состояния экосистем под влиянием антропогенных факторов и процессов опустынивания, разработка научных основ устойчивого использования аридных экосистем.